# Роуд Крю
Роуд Крю (на английски: Road Crew) е американска гаражна рок група, създадена през 1983 г. В групата взимат участие някои от бъдещите звезди на Гънс Ен Роузис: Слаш, Дъф Маккагън и Стивън Адлър. Групата прави редица прослушвания на певци, докато работят по песните, но така и не успяват да намерят подходящ вокал. Разделят се същата година, без да имат издаден албум.
След като бива уволнен от Гънс Ен' Роузис през 1990 г., Адлър се включва в групата Вейн. Същата година групата е преименувана на Роуд Крю. Новият състав включва стари членове на калифорнийския глем рок, като Дейви Вейн, Ашли Митчел, Джами Скот и Шон Рорие. Групата започва работа по албум и бързо привлича вниманието на лейбълите, но заради проблемите на Адлър с наркотиците, групата се разпада отново, без да издаде албум.

## Членове
| Първи Състав - Стивън Адлър – барабани (1984) - Слаш – китара (1984) - Дъф Маккегън – бас (1984) | Втори Състав - Стивън Адлър – барабани (1991) - Дейви Вейн – вокал (1991) - Ашли Митчел – бас (1991) - Джайми Скот – китара (1991) - Шон Рорие – китара (1991) |